# François Barraud
François Barraud (La Chaux-de-Fonds, 24 november 1899 - Genève, 11 september 1934) was een Zwitsers kunstschilder. Hij wordt gerekend tot de stroming van de Neue Sachlichkeit.

## Leven en werk
Barraud was de oudste van vier broers die later allen korte of langere tijd kunstschilder werden. Alle vier begonnen ze als huisschilder en stukadoor en volgden ze avondcursussen modeltekenen aan de École d'art appliqué in La Chaux-de-Fonds.
François Barraud exposeerde voor het eerst in 1919 in La Chaux-de-Fonds en Bazel. Op zoek naar succes in het buitenland vertrok hij in 1922 naar Reims, waar hij nog steeds de kost verdiende als huisschilder. In 1924 huwde hij een Française, Marie, die later meermaals voor hem model zou staan. Hij verhuisde met haar naar Parijs en bestudeerde de schilderkunst in het Louvre.
Barraud schilderde vooral portretten (vaak dubbelportretten, daarin zijn zelfportret verwerkend), maar ook stillevens en landschappen, overwegend in de sobere, steriele stijl van de Neue Sachlichkeit. Door zijn precieze tekentechniek en het heldere kleurgebruik bereikte hij een hoge graad van realisme. Na verblijven in Reims, Leysin, Vevey en opnieuw La Chaux-de-Fonds, vestigde hij zich in 1931 in Genève, waar hij groot succes had met een expositie in Galerie Moos. Pas vanaf deze tijd kon hij volledig van zijn schilderkunst leven. Hij tobde echter met een zwakke gezondheid en overleed drie jaar later, op 34-jarige leeftijd.

## Galerij

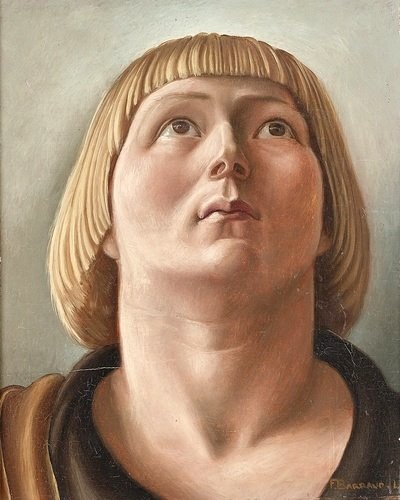
Marie Barraud
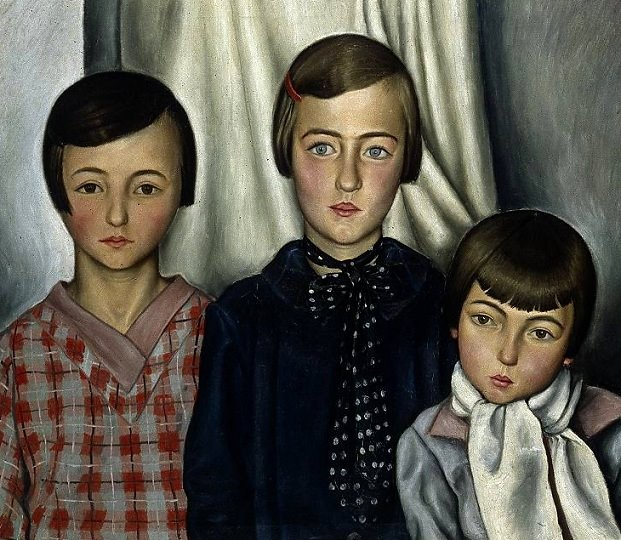
Drie kinderen
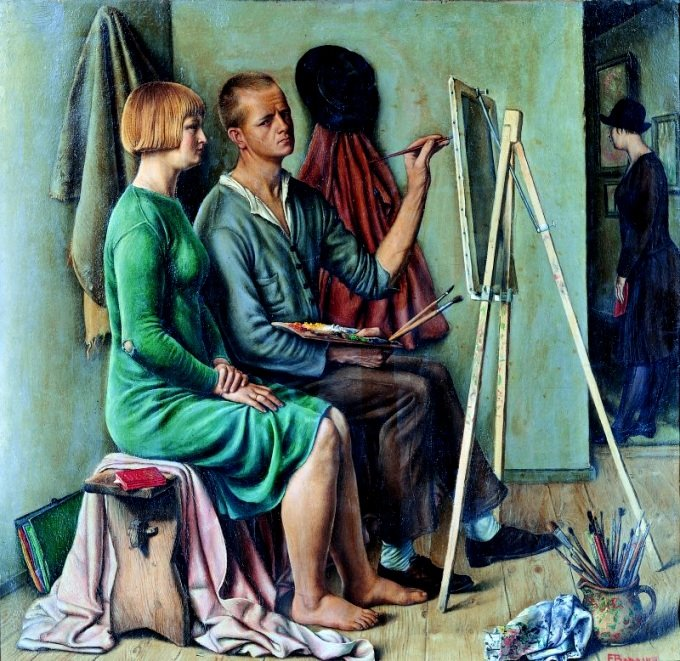
Het atelier, 1928
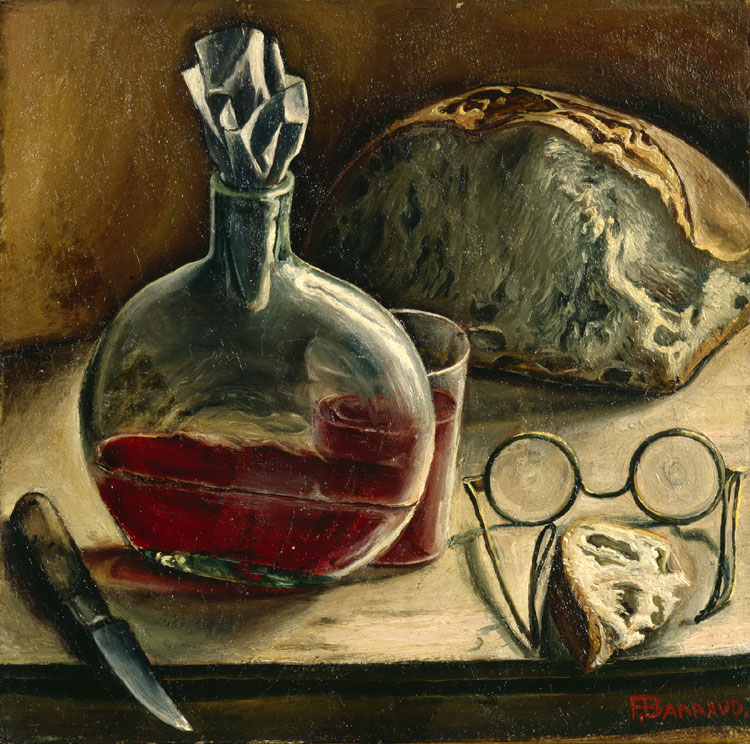
Stilleven met wijnkaraf, ca 1930
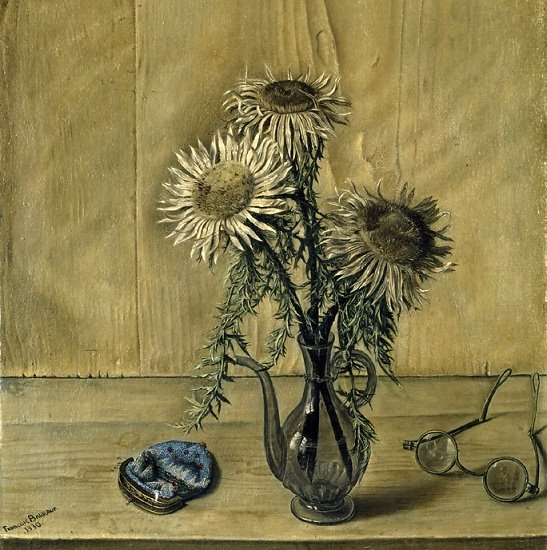
Distels, 1930
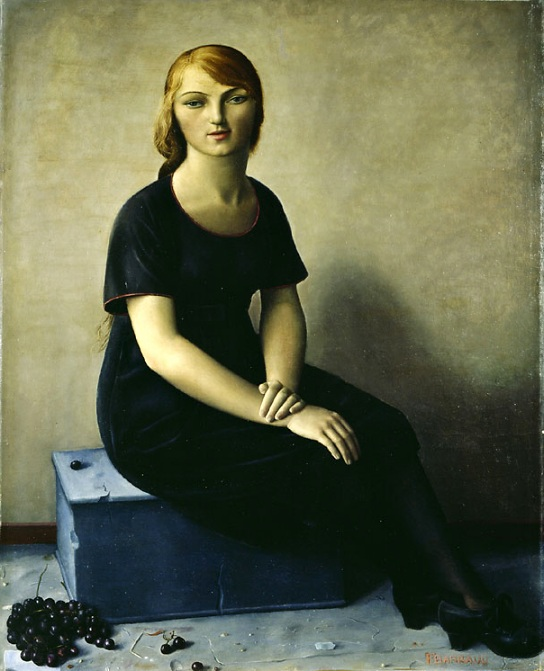
Yvonne in een fluwelen jurk, 1930
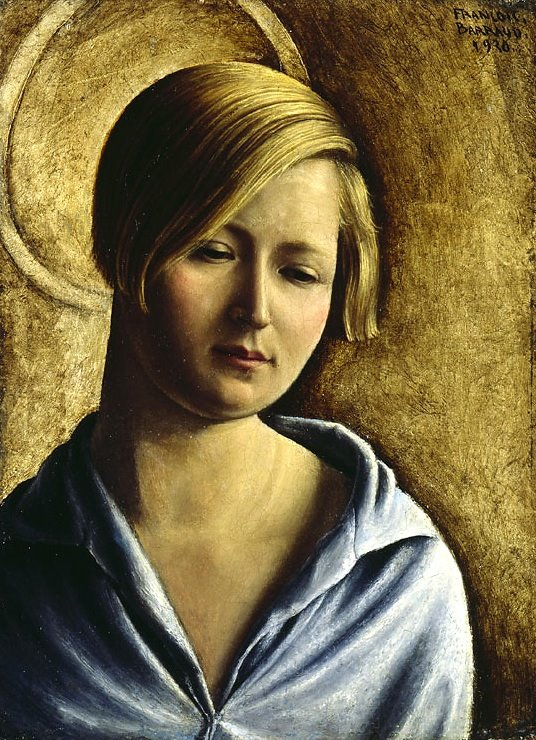
Ste. Nitouche, 1930
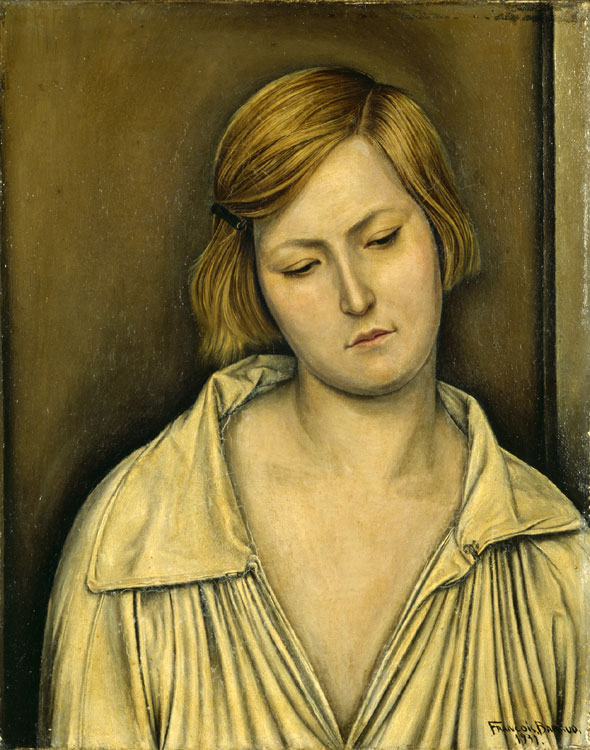
Zwijgende, 1931
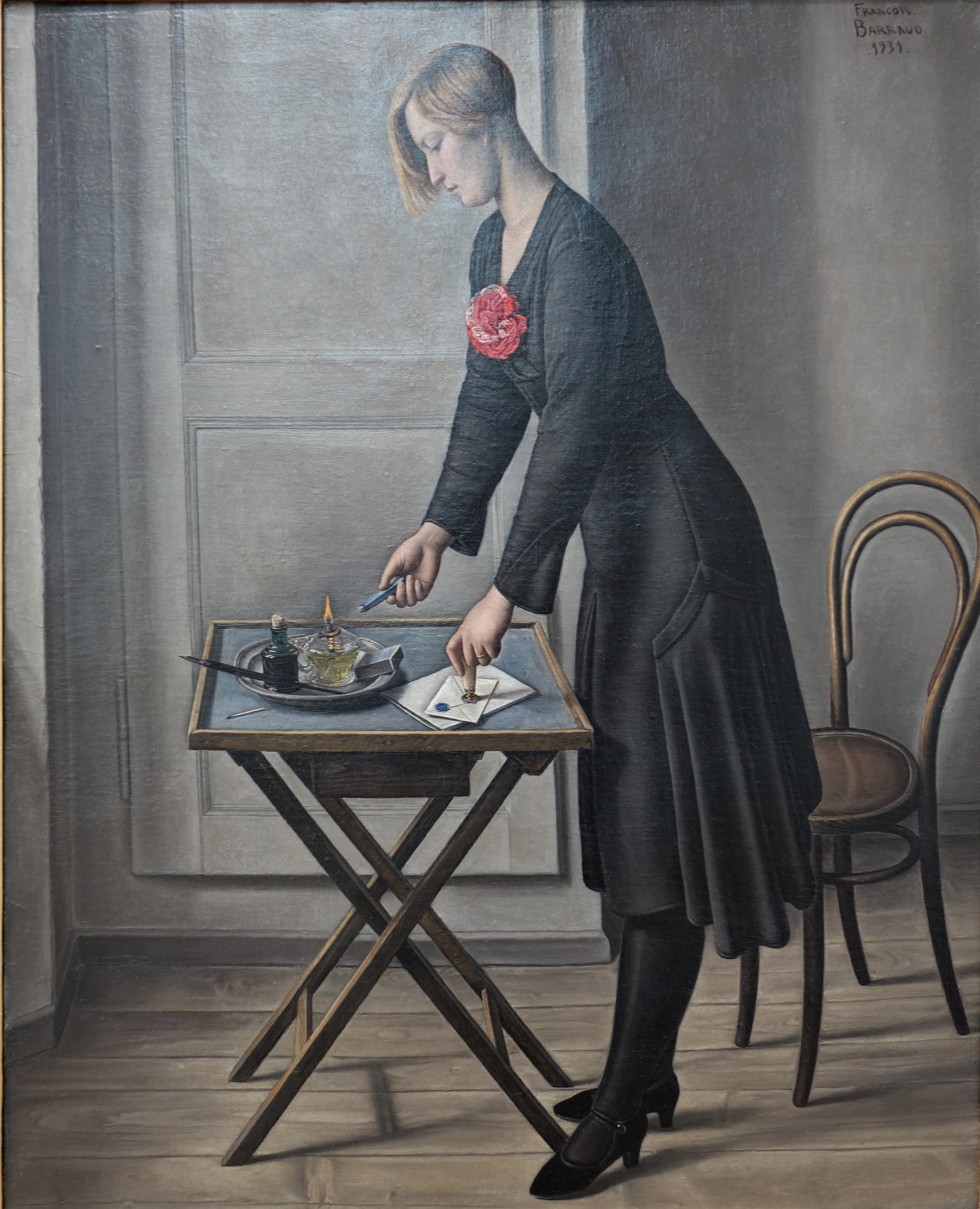
De geheimzinnige vrouw, 1931
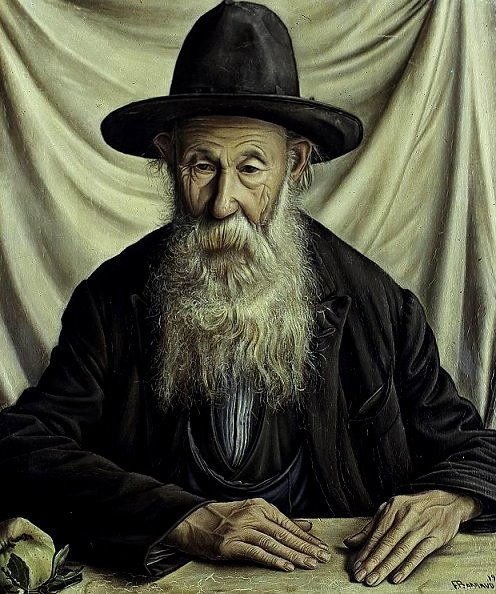
Le marauder (de stroper), 1931
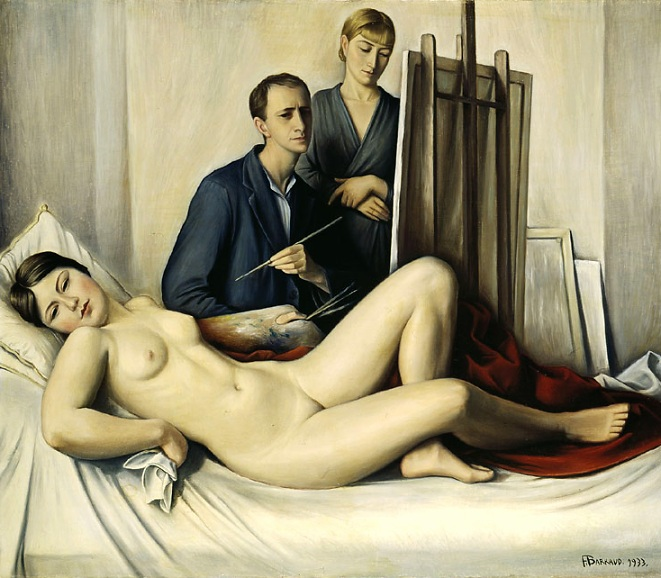
De ontmoeting voor de schilderkunst, 1932
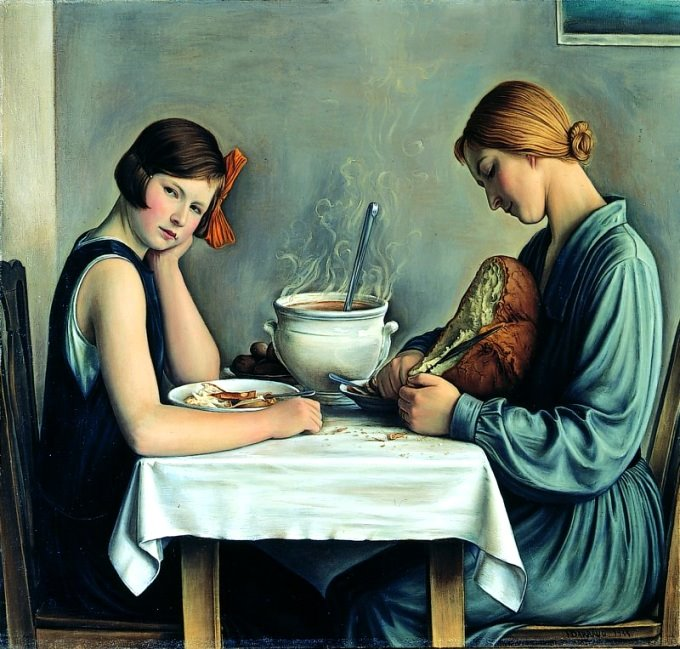
De soepterrine, 1933
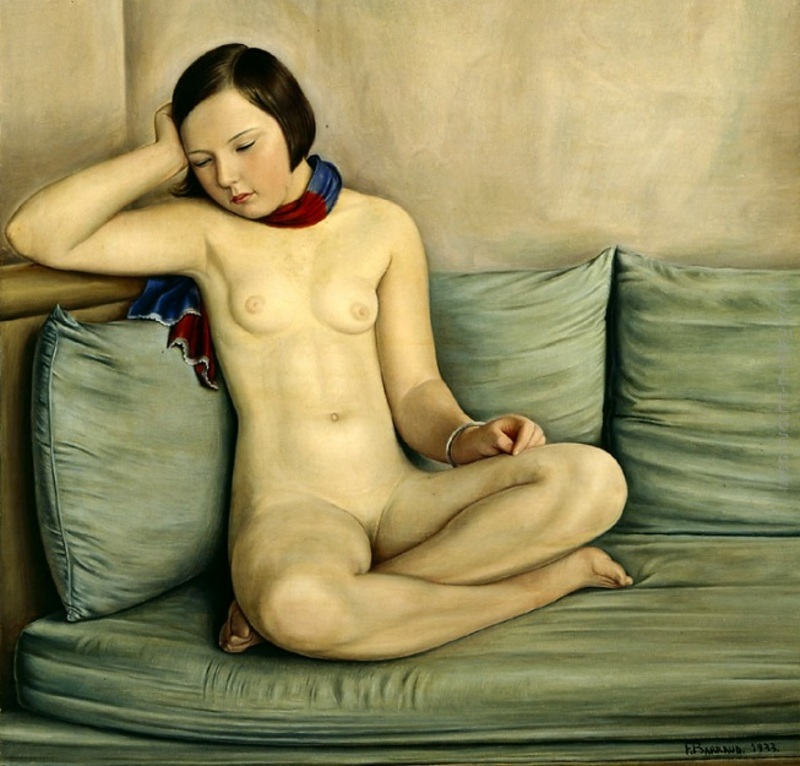
Holle dromen, 1933